# Antenne long-fil

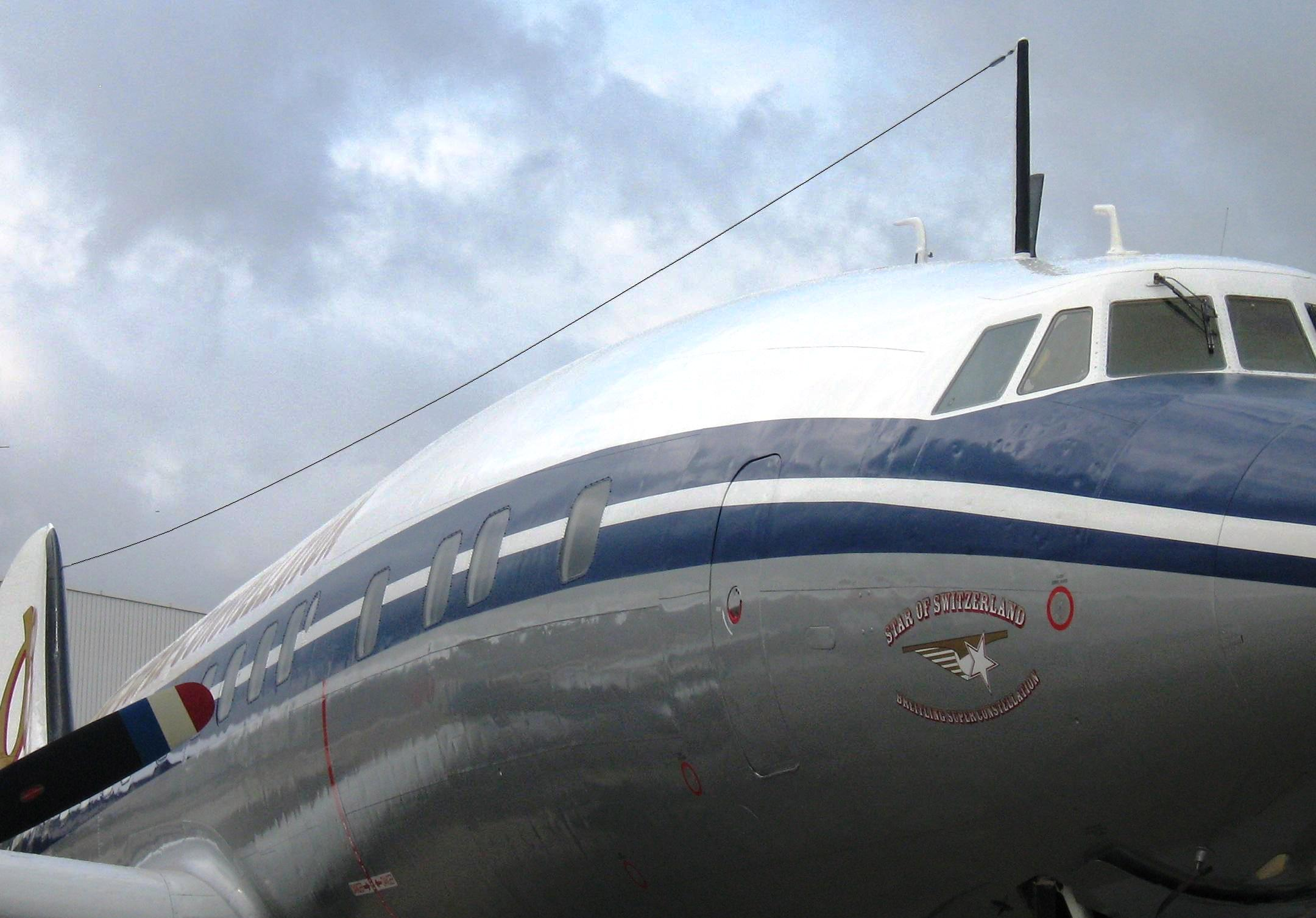
Une antenne long-fil 2 à 23 MHz tendue de l'avant de l'avion à la dérive.

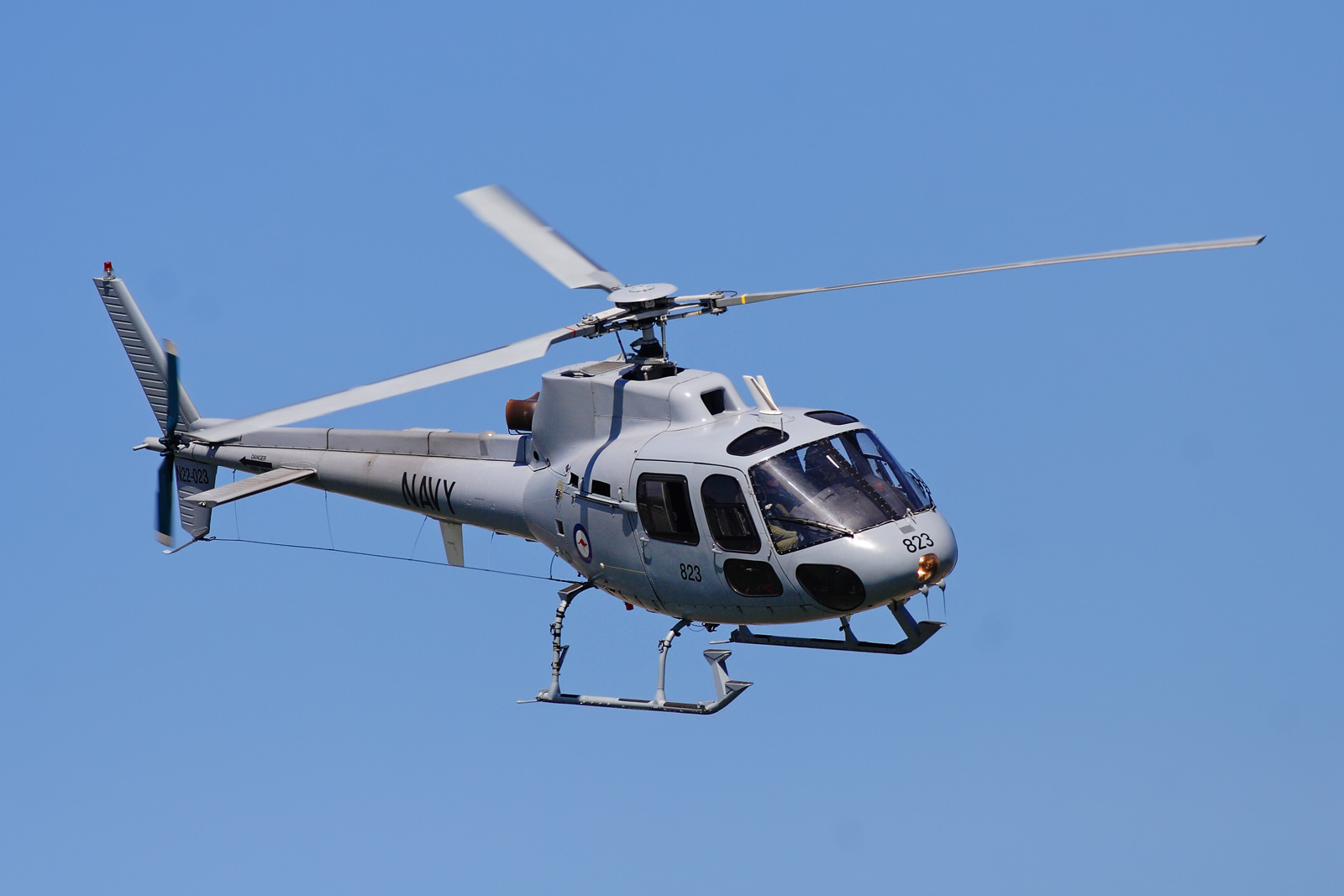
Antenne 2 à 23 MHz tendue de la cabine à la queue.

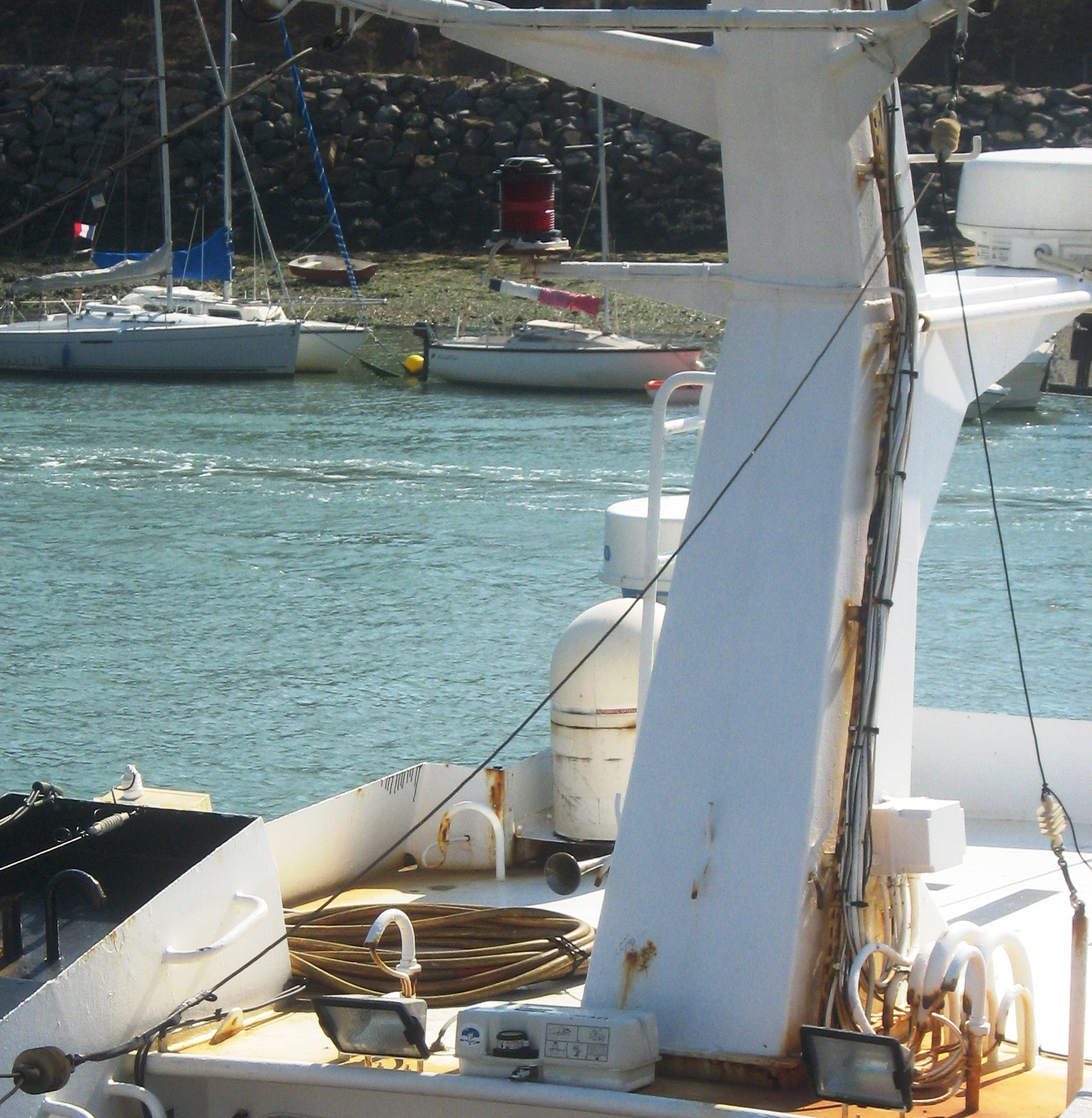
Antenne long fil 2 à 26 MHz en V inversé

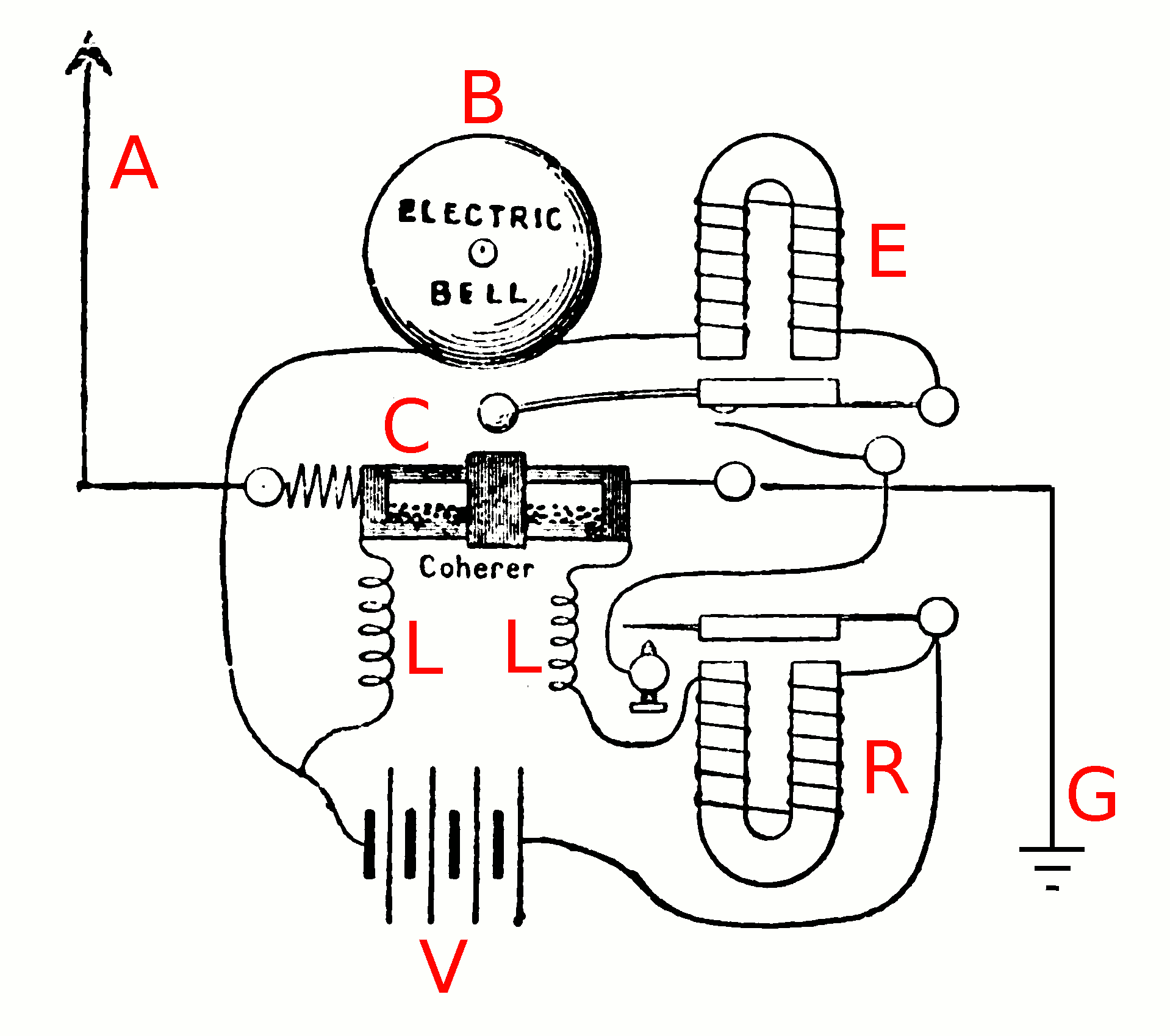
Circuit électrique du récepteur radio de Popov.

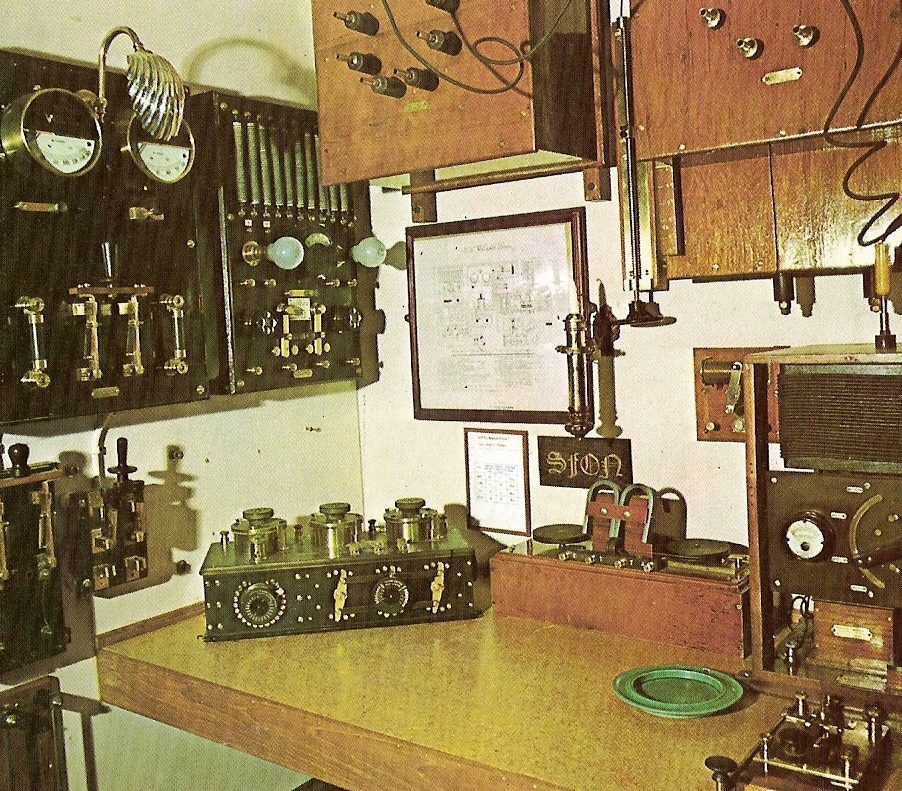
En haut: Boite de rallonges d'antenne long-fil de navire vers 1912

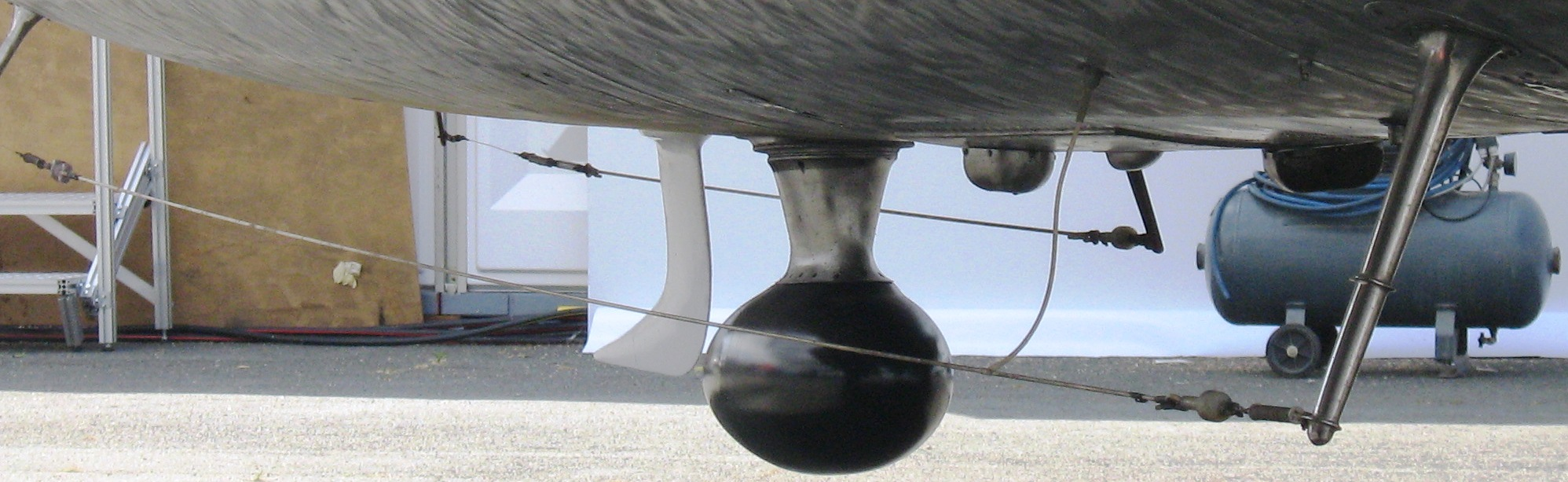
Antennes long-fil sous un avion.

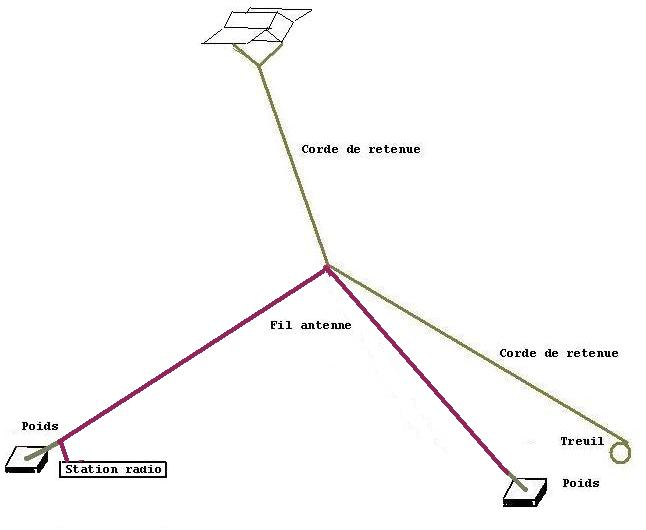
Cerf-volant portant une antenne en L renversé pour les radiocommunications

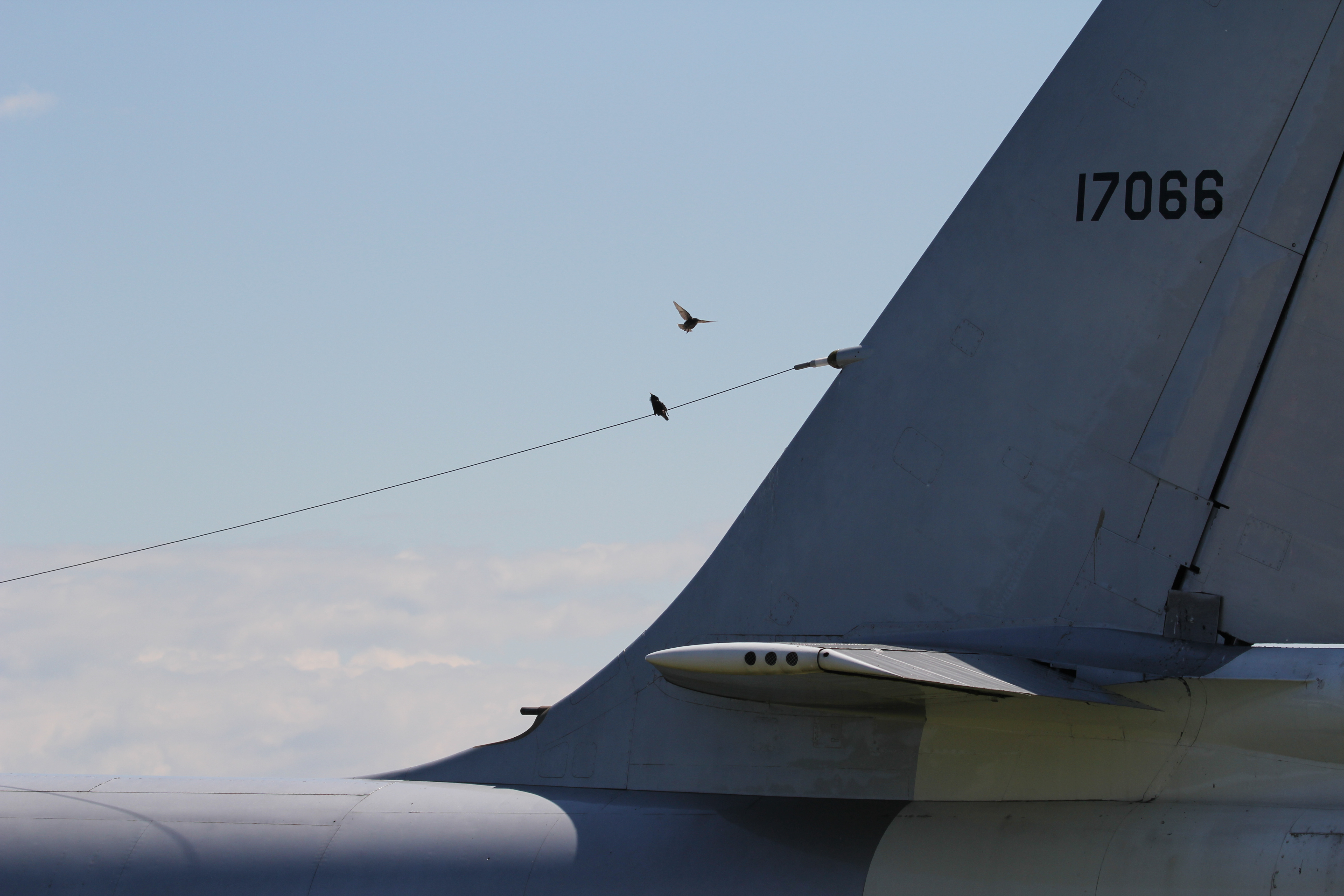
Une antenne long-fil 2 à 23 MHz fixée à la dérive.

L’antenne long-fil ou l’antenne simple fil est dédiée à la réception radioélectrique et à l'émission radioélectrique dans le spectre des radiofréquences par les avions moyens courriers et longs courriers, par des navires en mer, par des radioamateurs, par des stations radioélectriques temporaires ou d'urgence, de catastrophe et des professionnels.
L’antenne long-fil est constituée d'un fil électrique alimenté sur une extrémité, ce fil électrique rayonnant accordable d'une longueur aléatoire généralement choisi pour la commodité, ce fil étant généralement supporté par un mât. La configuration essentielle pour un rendement maximal est : un fil d'antenne monopôle, une boîte d'accord d'antenne et un contrepoids. Elle est parfois appelée antenne en zigzag, car l’antenne est supporté par les arbres et va d'arbre en arbre pour obtenir suffisamment de longueur de fil ; ou aussi « antenne Marconi » ou « antenne en L », car cette antenne est de forme en L renversé.

## Historique
Le physicien russe Popov entreprit en 1894 la conception d'un récepteur longue-portée pouvant servir de détecteur de foudre, en enregistrant les impulsions électromagnétiques des éclairs. Il adapta le cohéreur de Lodge de façon à réinitialiser le circuit après chaque réception de signal, mais, pour améliorer la sensibilité du récepteur, il y raccorda le fil d'un paratonnerre : c'était l'acte de naissance de l'antenne filaire (A sur le schéma), antenne tendue dans l'air jusqu'à la terre (G). Comme Lodge et Hertz n'utilisaient que de petites antennes dipolaires ou une antenne boucle, on attribue à Popov l’invention de l’antenne long-fil. 
Historiquement, (dès les Conférences télégraphiques de Berlin de 1903 et 1906, Convention de Londres de 1912, Conférence de Washington de 1927), l'antenne trouve une application dans les premières bandes radiotélégraphiques en relations harmoniques:
- 1 800 mètres postes maritimes intercontinentaux pour l'échange des correspondances avec les navires en mer. (166,66 kHz)
- 900 mètres longueur d'onde du service aéronautique en radiotélégraphie (ballons dirigeables, aéronefs). (333,33 kHz)
- 600 mètres Longueur d'onde de détresse et d'appel en radiotélégraphie[3] (500 kHz)
- 450 mètres longueur d'onde de radiogoniométrie (positions des navires, des ballons dirigeables, des aéronefs)[4] (666,66 kHz)
- 300 mètres longueur d'onde d'appel des petits bateaux en radiotélégraphie par ondes amorties[5] (1 000 kHz)
- 150 mètres longueur d'onde du service des Radiophares (2 000 kHz)
- 100 mètres Longueur d'onde des stations radios expérimentales. Émission à des fins scientifiques. (3 000 kHz)

À ce jour : les bandes radios Moyenne fréquence, Haute fréquence, GSM, sont en relations harmoniques pour la possibilité de travailler avec une antenne unique.

## Description
Elle comprend trois parties essentielles :
- Un brin rayonnant unique type monopôle.
- Une boite d'accord, ou un jeu de rallonge de fil électrique de longueurs différentes.
- Un contrepoids électrique.

## Le brin rayonnant
Pour un bon rendement la longueur est d’au moins une demi-onde. (Avec un faible rendement, il existe des aériens de ce type relativement plus courts, pour travailler sur les bandes décamétriques et sur les bandes radioamateurs hectométriques avec des longueurs raisonnables) :
- de 76 à 84 m de fil électrique d'antenne radioélectrique pour les long-fils alimentées en tension électrique (l'impédance est grande). Cette antenne long-fil fonctionne sur la bande des 160 mètres puis sur toutes les bandes décamétriques. L'antenne radioélectrique en fil électrique souple torsadé est plus courte de 10 %.
- de 37 à 43 m  de fil électrique d'antenne radioélectrique pour les long-fils pour ceux alimentes en intensité sur la bande des 160 mètres, en  tension électrique: sur la bande des 80 mètres et sur la bande décamétrique au-delà de 7 MHz. L'antenne radioélectrique en fil électrique souple torsadé est plus courte de 10 %.
- Le brin rayonnant long fil de longueur quelconque peut entrer en résonance grâce à la boite de couplage.

Un seul support élève est nécessaire, le Long-fil est commode pour le camping ou pour la station transportable. 

La position du brin dans l’espace, une position oblique « Slopper » (dont une extrémité du fil est à 1 à 2 mètres au-dessus du sol et le fil et le sol forme un angle 20° à 40°) ou une position en V inversé (non symétrique) ou une position en L renversé sont préférables pour rendre l’antenne presque omnidirectionnelle. Le brin d’antenne peut être soutenu par une construction, par exemple un pylône, par un arbre, par un cerf-volant porte antenne ou par un ballon porte antenne.
- L'antenne radioélectrique, pour être efficace, est longue d'une demi-onde.
- Des isolateurs sont indispensables aux extrémités.

### Antenne long-fil NVIS

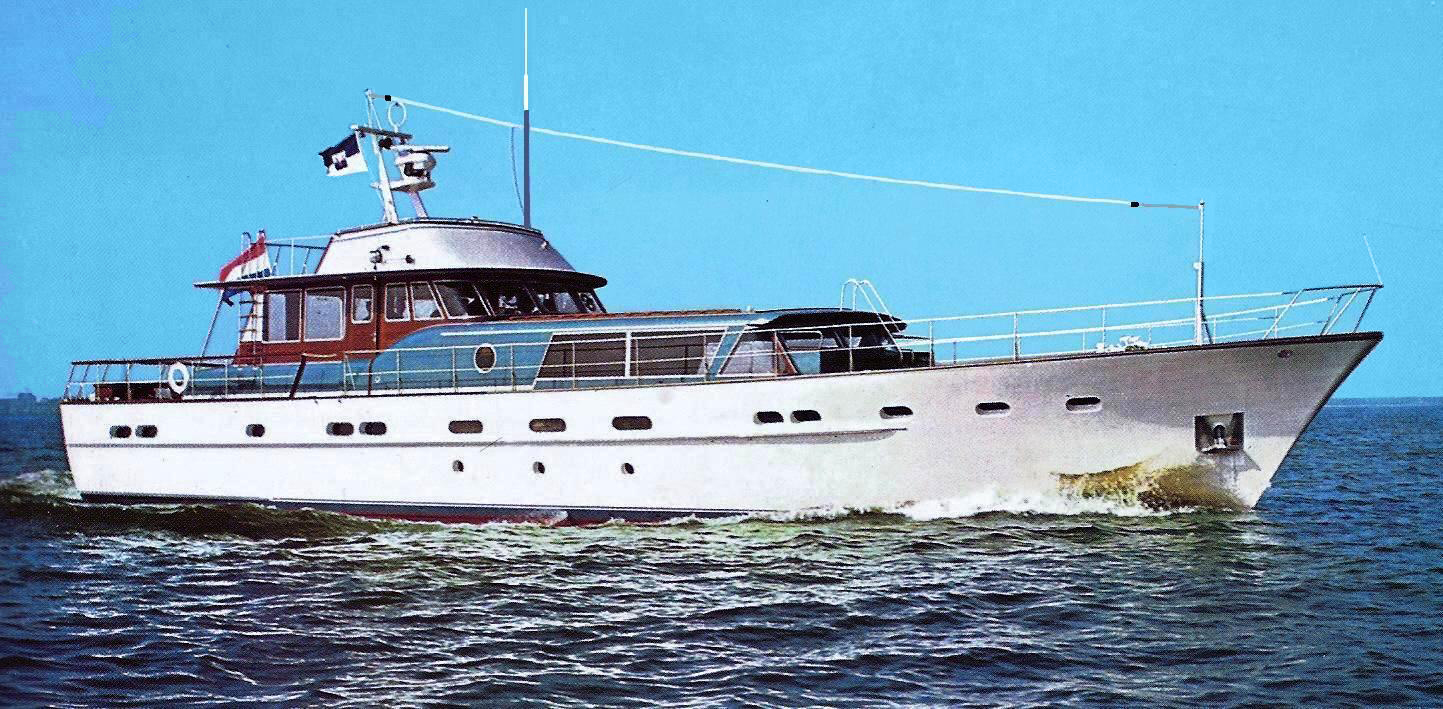
Vedette de plaisance avec antenne long-fil oblique MF

L'antenne long-fil NVIS travaille dans la bande 1,6 à 8 MHz est, en position horizontale, érigée seulement à quelques mètres au-dessus d'un sol artificiel métallique ou d'un fil de masse parallèle et directement sous l'antenne, légèrement plus long (5 %) de la plus grande demi-longueur d'onde utilisée (ou de la longue cette antenne long-fil). Cela pour être bien adaptée à un rayonnement radio en direction du ciel, utilisé pour des radiocommunications locales à l’intérieur d’une zone de quelques centaines de kilomètres autour de l'antenne long-fil NVIS et cela quel que soit le relief. Elle est accordée par une boîte de couplage.

### Antenne transportable
Dans cette application, l'antenne est démontable et remontable à volonté, le déplacement s'effectuant avec l'antenne démontée. 

Cette antenne monopôle est accordée par une boîte de couplage. Le brin d’antenne peut être soutenu par une construction, par exemple un pylône, par un arbre, par un cerf-volant porte antenne ou par un ballon porte antenne. Une astuce pour les stations transportables est de lancer un poids raccordé à une ficelle (éventuellement par un lance-pierre) sur une branche d'arbre pour installer et ériger l'antenne, avec toujours un sol artificiel métallique ou un fil de masse.

### Antenne Marconi

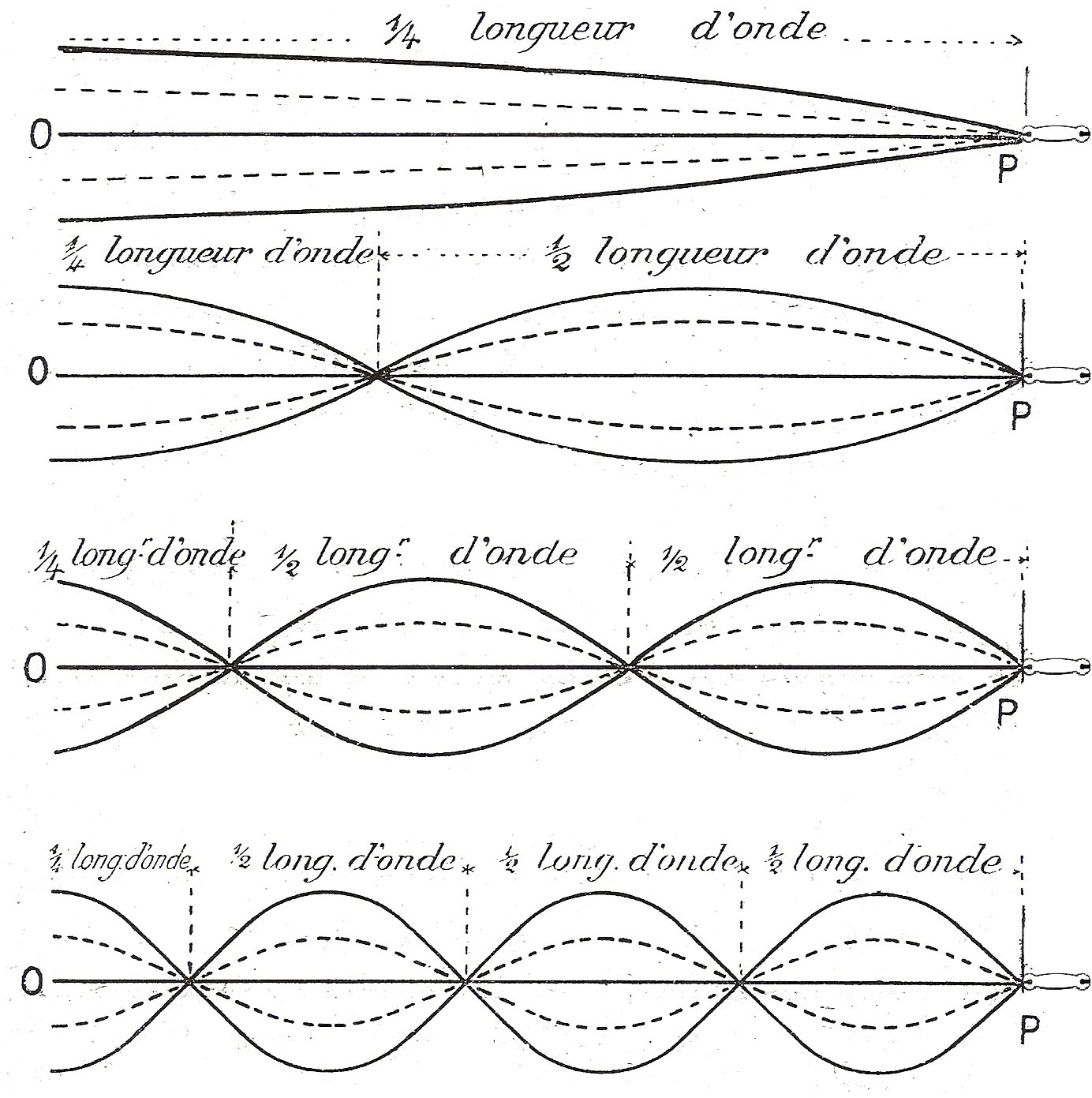
Ventre des intensités de l'antenne long fil utilisées en Marconi.

Antenne long fil en L utilisée en Marconi, cette antenne a la forme d'un L renversé.
L'antenne Marconi est une antenne dont la longueur doit être égale à un nombre impair de ¹⁄₄ de la longueur d'onde λ (soit: 1 fois λ/4 • 3 fois λ/4 • 5 fois λ/4 • 7 fois λ/4 • 9 fois λ/4 • 11 fois λ/4 • etc.), dont une extrémité est reliée à l’âme du câble coaxial et la tresse du blindage du câble coaxial est mise : soit à la terre, soit à un contrepoids, soit aux deux réunis. 

Il suffit donc d'allonger ou de raccourcir électriquement l’antenne long fil, par une inductance, ou un condensateur variables à air, pour fonctionner en Marconi, donc d'obtenir le maximum de courant électrique à la base car l'impédance (électricité) est faible: (sur la bande d'un ¹⁄₄ de la longueur d'onde λ, l'impédance électrique est de 20 ohms et l'intensité électrique est de 1 ampère pour une puissance de 20 watts). 

Pour les bandes décamétriques radioamateur, l’antenne en fil électrique rigide est longue de 27 mètres en forme de L renversé : 18 mètres horizontal et 9 mètres vertical. 

Cette base est reliée à l’âme du coaxial, dont les deux extrémités du blindage du câble coaxial sont mises à la terre. La partie verticale rayonne dans toutes les directions, et la partie horizontale rayonne selon 4 lobes.
 L'antenne radioélectrique en fil électrique souple multibrins torsadé est plus courte de 10 % (le fil électrique peut être isolé ou nu).

### Antenne de navire

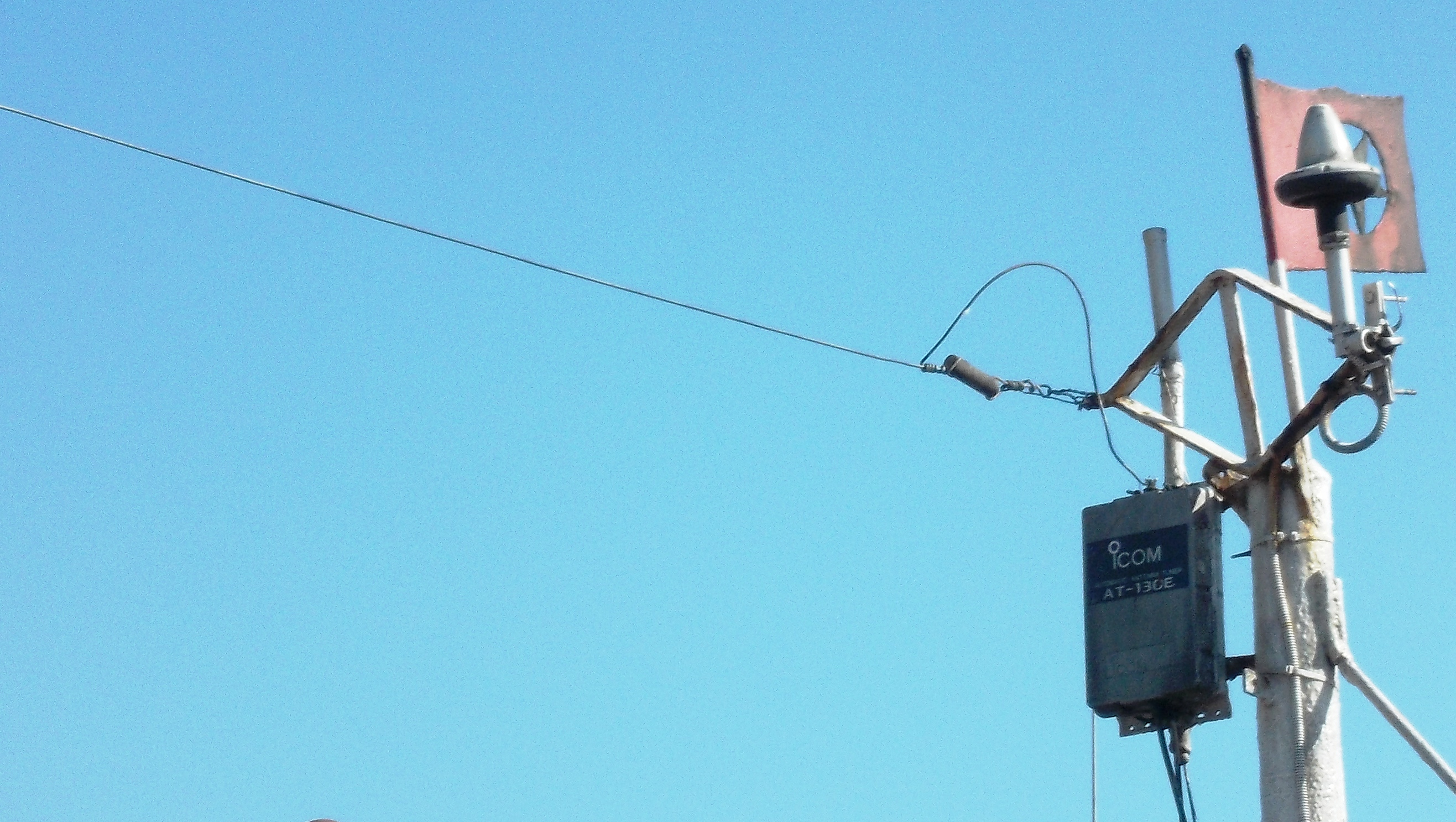
Boîte de couplage automatique et antenne 1.6 MHz à 26 MHz sur un navire

L'antenne long-fil a une longueur de 7 mètres ou plus, alimentée par une boîte de couplage automatique.
 L'antenne est érigée au-dessus du navire.
 Capable de fonctionner dans les bandes marines et sur la fréquence internationale de détresse de 2 182 kHz.

### Antenne d'aéronef

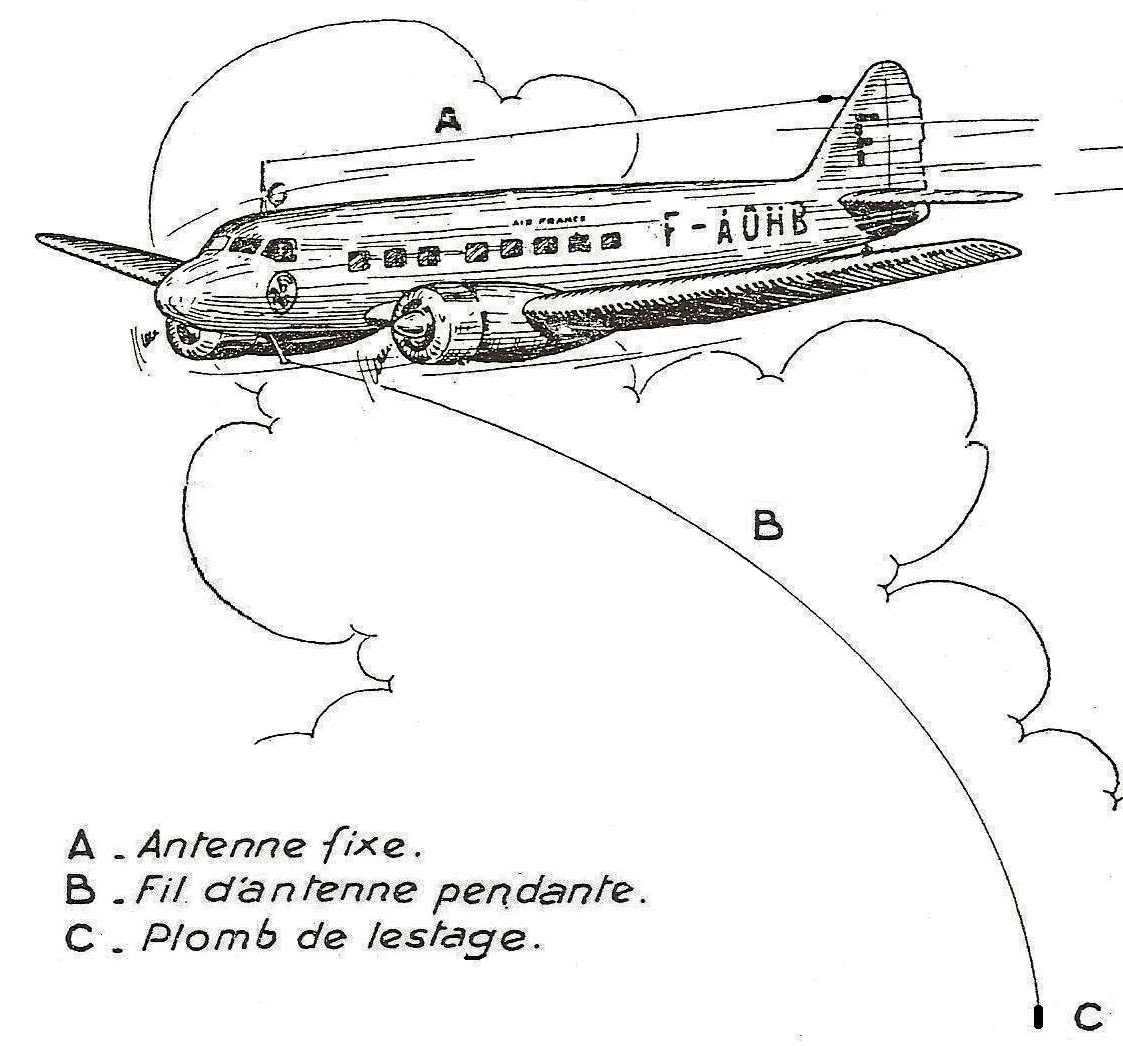
Antenne radioélectrique d'aéronef

L'antenne long-fil (alimentée par une boîte de couplage automatique) est érigée seulement à quelques mètres au-dessus de la coque de l'aéronef. 
L'antenne long-fil est capable de fonctionner dans les bandes 2 à 23 MHz.
- Pour les Hélicoptères l'antenne 2 à 23 MHz type long-fil est tendue de la cabine à la queue.

- Pour les avions à hélice, l'antenne 2 à 23 MHz est tendue de la coque de l'avion à la dérive.

- Pour les avions à réaction, l'antenne 2 à 23 MHz est carénée dans la dérive.

- Sur des types d'avions à hélice, en vol une antenne pendante longue de plusieurs dizaines de mètres est déroulée pour établir les communications radios dans la bande 2 850 à 3 155 kHz et sur la bande marine. (Proche du sol cette antenne est rembobinée sur un touret à manivelle). À l'extrémité de l'antenne pendante un plomb de lestage porte l'indicatifs radio de l'aéronef. L'antenne est alimentée par une boîte de couplage automatique.

- Radiotélégraphie

Avant les années 1970, les communications aéronautiques en radiotélégraphie étaient dans la bande comprise de 325 kHz à 405 kHz. En vol une antenne pendante longue de 120 mètres à 450 mètres était déroulée pour établir les communications radios. Proche du sol cette antenne est rembobinée sur un touret à manivelle. À l'extrémité de l'antenne pendante un plomb de lestage porte l'indicatif radio de l'aéronef.
- Antenne Zeppelin

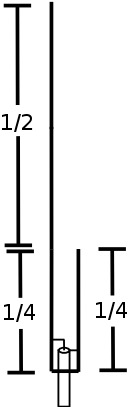
Antenne J de Zeppelin.

L'antenne Zeppelin également appelé « antenne en J » pour l'image de sa forme 1/4 bifilaire et 1/2 filaire (d'une ligne bifilaire d'une longueur d'un quart onde alimentant la partie rayonnante de l'antenne radioélectrique d'une demi-onde).

Sur des ballons dirigeables et des montgolfières, l'antenne filaire multibande de Zeppelin fait son apparition: une antenne long-fil est en résonance (en grande tension électrique) d'une demi-onde ou de trois demi-onde ou de cinq demi-onde, etc. mais alimenté sur une extrémité par une ligne bifilaire type « échelle à grenouille » d'une longueur d'un quart onde ou de trois quarts onde ou cinq ondes, etc. pour travailler en intensité.

Avec une boite de couplage l'antenne Zeppelin peut aussi travailler avec la partie rayonnante de l'antenne radioélectrique d'une ou plusieurs demi-onde (1/2 ; 2/2 ; 3/2 ; 4/2 ; 5/2 ; 6/2 ; 7/2 ; 8/2 etc.),. Proche du sol cette antenne Zeppelin est rembobinée sur un touret à manivelle et en altitude le fil d'antenne Zeppelin traînait derrière le dirigeable.

Les  ballons dirigeables travaillaient principalement sur:
- 900 mètres longueur d'onde du service aéronautique en radiotélégraphie (333,33 kHz)
- 450 mètres longueur d'onde de radiogoniométrie (positions des navires, des aéronefs) (666,66 kHz)
- Et éventuellement au-dessus des mers et des océans sur les longueurs d'onde : 1 800 mètres ; 600 mètres ; 300 mètres.

### Antenne de véhicule terrestre

Antenne de toit monopôle en NVIS sur un véhicule automobile.

Pour les véhicules, l'antenne fouet est plus courte fonctionnant en fil monopôle, fixée sur le pare-chocs et couplée avec la masse de la voiture.
 Pour le fonctionnement en antenne long-fil, une forte réactance inductive allonge électriquement l'antenne fouet.
 La boîte de couplage accorde l'antenne fouet a la résonance.

### Antenne long-fil pour transformateur

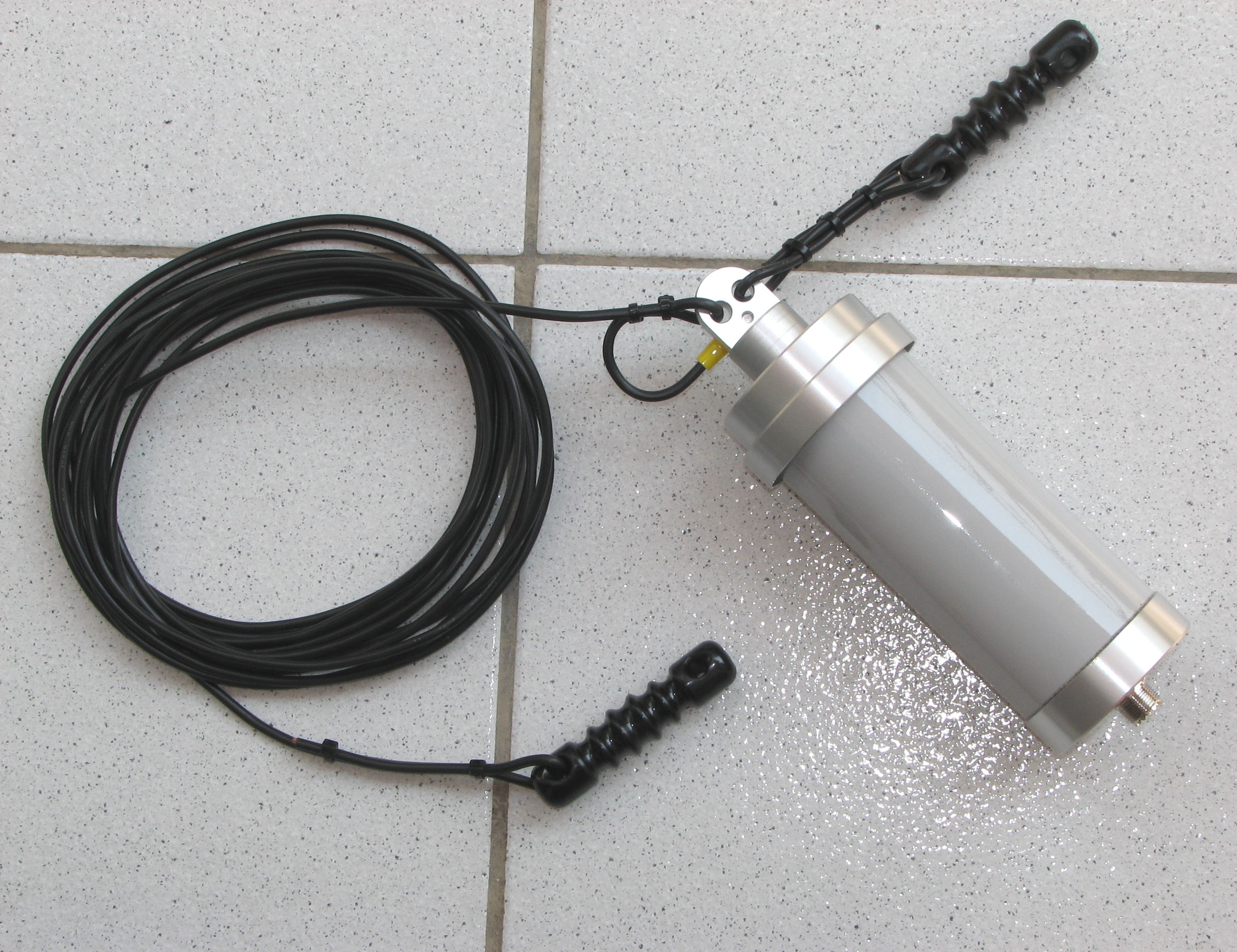
Un fil d'antenne avec isolateurs et balun, prêt à être suspendu.

L'Antenne long-fil peut fonctionner sur un transformateur d'impédance. La résonance de l'antenne n'est plus recherchée ; au travers d'un transformateur une impédance standard de 50 Ω est recherchée en fonction des bandes de travail. Dans ce cas un Câble coaxial de 50 Ω est raccordé au transformateur. Les changements de bandes prédéterminées sont sans réglage d'antenne. Ce transformateur d'impédance a un rapport d'impédance de neuf ou plus. Une longueur de fil d'antenne de 16,2 mètres est un bon choix pour les bandes radioamateurs de la bande des 160 mètres: 1,8 MHz jusqu'à la bande des 6 mètres: 50 MHz.
- Avantages

Les changements de bandes prédéterminées est sans réglage d'antenne.
Le Câble coaxial est raccordé entre le transformateur et la station (pas d'antenne dans la station donc pas de puissance rayonnée à l'intérieur de la station).
Le Câble coaxial passe facilement dans la construction sans isolant électrique d'antenne.
Utilisé en réception marine pour la veille radio sur plusieurs fréquences SMDSM d'ASN en HF dans la zone A4 et A3 illustrées ci-contre.
- Inconvénients

Le rendement de l'antenne est faible, donc un faible signal est rayonné.
En émission, des signaux radios sont rayonnés dans des multitudes de fréquences harmoniques indésirables.

## La boîte d'accord

Antenne monopôle avec un circuit d'accord en L pour câble coaxiall

Le circuit d'accord le plus simple et est le circuit en L.
Comme pour tout circuit d'accord, son rôle est double :
- 1°) D'amener l’ensemble à la résonance, en vibration électrique.
- 2°) Transformer couple, adapte l'impédance caractéristique de l’antenne a la station.

Soit l’antenne rentre dans la station radio pour être raccordée à la boite de couplage manuelle.
Soit l’antenne est raccordée directement à une boite de couplage étanche en extérieur. 
 L'antenne monopôle a une longueur de 7 mètres ou plus, l'antenne est alimentée par une boite de couplage automatique (obligatoire sur les navires pour les bandes marines). 
 Pour une prise d'écoute sur une fréquence, l'opérateur radio doit appuyer 5 secondes sur la touche "TUNE" ou siffler 5 secondes dans le micro de l'émetteur BLU pour l'accord du coupleur automatique.

## Contrepoids électrique

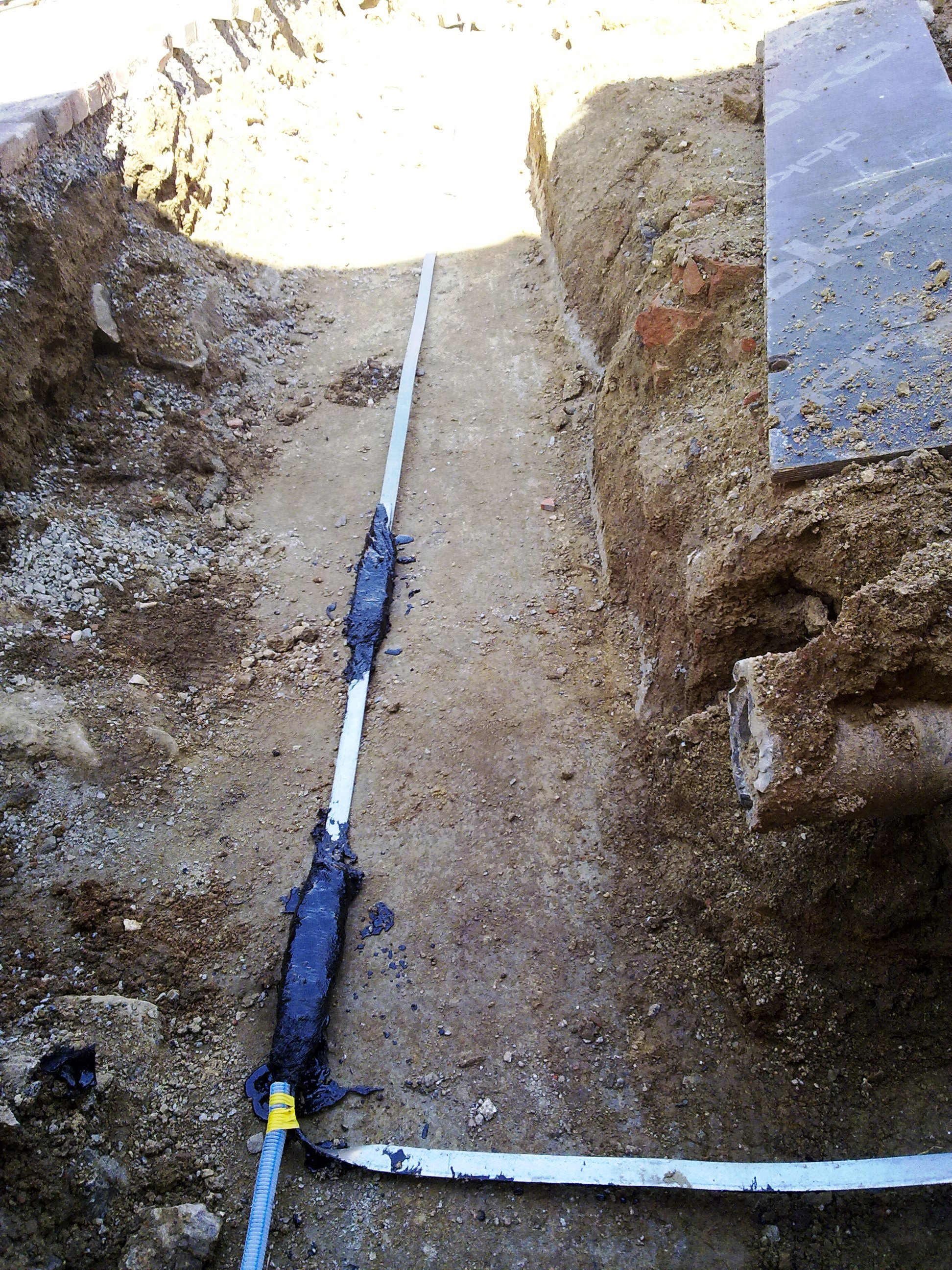
Contrepoids dans le sol

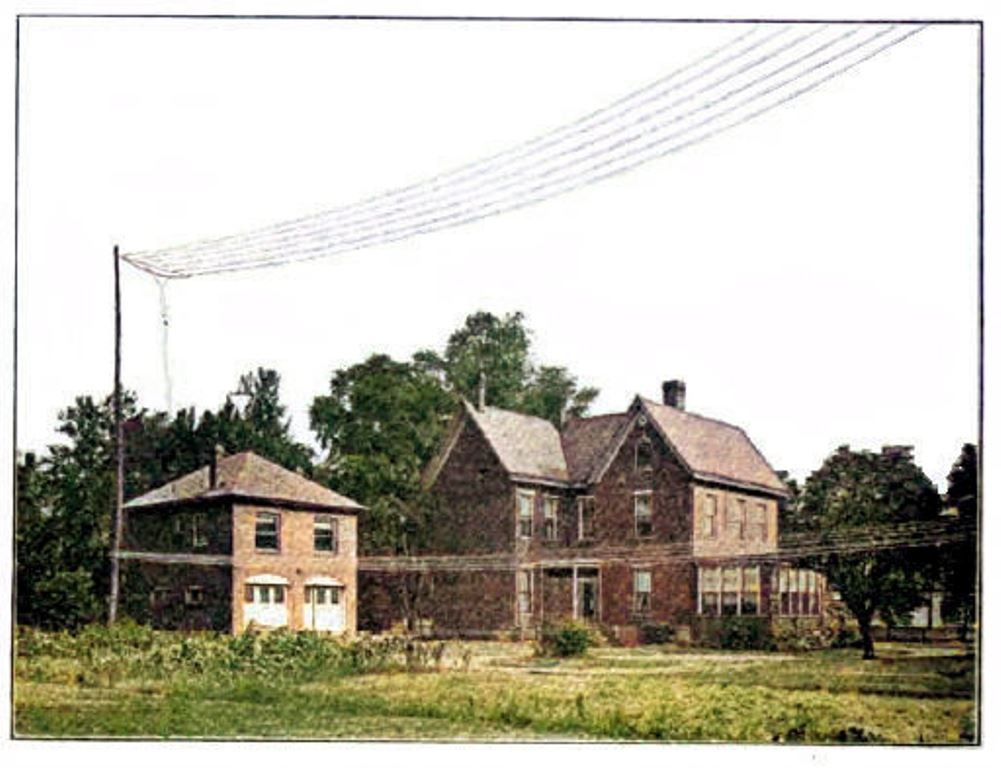
Antenne et contrepoids de la station radioamateur bande des 160 mètres en 1922.

Cette partie de l’antenne est importante. Le courant HF qui engendre les ondes dans le brin rayonnant doit revenir à la boite d'accord, par capacité avec le sol puis par conduction de ce sol.
Le contrepoids électrique peut être réalisé à l'aide d'un contact électrique dans le sol par exemple :
- une prise de terre dans un marais,
- une canalisation d'eau,
- le circuit de terre du bâtiment.
- un sol artificiel métallique par exemple en grillage de grande surface directement sous la base de l'antenne et autour de l'antenne.
- un contrepoids en fils de masse de grande longueur répartie régulièrement autour de la base de l'antenne.
- un piquet enfoncé assez profondément dans le sol d'un marais ;
- un fil isolé de (22 m environ pour les bandes radioamateur) est déroulé à terre suivant une direction perpendiculaire à la projection du brin d'antenne, une forte capacité avec le sol, la masse de la boite de couplage est reliée à la carrosserie de la caravane ou du camping-car, un réseau de fil électrique sous le véhicule peut l'améliorer.

## Avantages

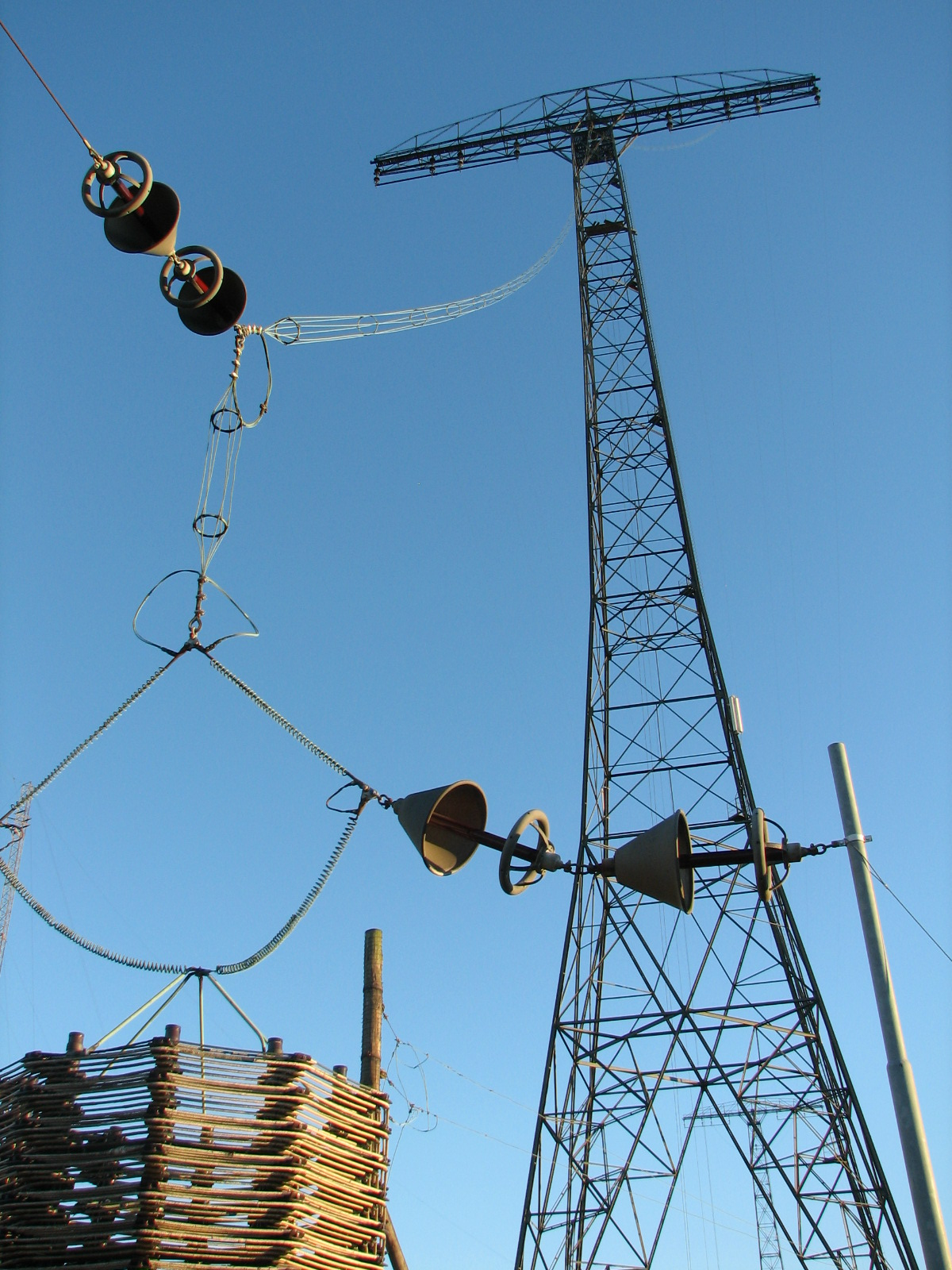
Antenne long-fil érigée par un pylône.

L'antenne long-fil est à résonance variable, d'où un rendement optimal sans se préoccuper de sa longueur exacte quant à sa résonance, ni de sa hauteur par rapport au sol pour son impédance. L’antenne raccordée à une boite de couplage avoisine un ROS de 1:1 sur toutes les fréquences de toutes les bandes.

## Inconvénients
Inconvénients du « long-fil »
- L’antenne est raccordée directement à une boite de couplage étanche en extérieur. Soit l’antenne rentre dans la station pour être raccordée à la boite de couplage, donc une partie de la puissance est rayonnée à l'intérieur de la station.

- L’antenne long-fil est asymétrique donc :

En émission en zone urbaine, l'antenne monopole peut être chez les voisins utilisée comme contrepoids les câbles des appareils électrique, électrotechnique, électronique, informatique, appareil électroménager, enceintes audio, le champ créé par le retour des courants HF est responsable d'un brouillage des récepteurs radios et des télévisions dans l’entourage immédiat de l’antenne.
En réception : l’antenne reçoit une multitude de parasites et de brouillages créant un niveau important de bruit reçu. L’antenne long-fil est donc inutilisable pour recevoir des faibles signaux en zone tropicale et équatoriale (L’antenne repliée ou folded est insensible aux parasites tropicale et équatoriale).
Une amélioration est obtenue par l’utilisation d'un contrepoids symétrique pour créer une antenne dipolaire, ainsi installée l’antenne est une fausse Levy.

## Secours en cas d'urgence et de catastrophe
Sur 2 182 kHz des essais de radiocommunication de catastrophe ont donné une portée de 250 km avec un émetteur de 60 W et une antenne mono-pôle (fil unique) de 7 à 10 mètres alimentée par une boîte de couplage automatique.

## Engin de sauvetage

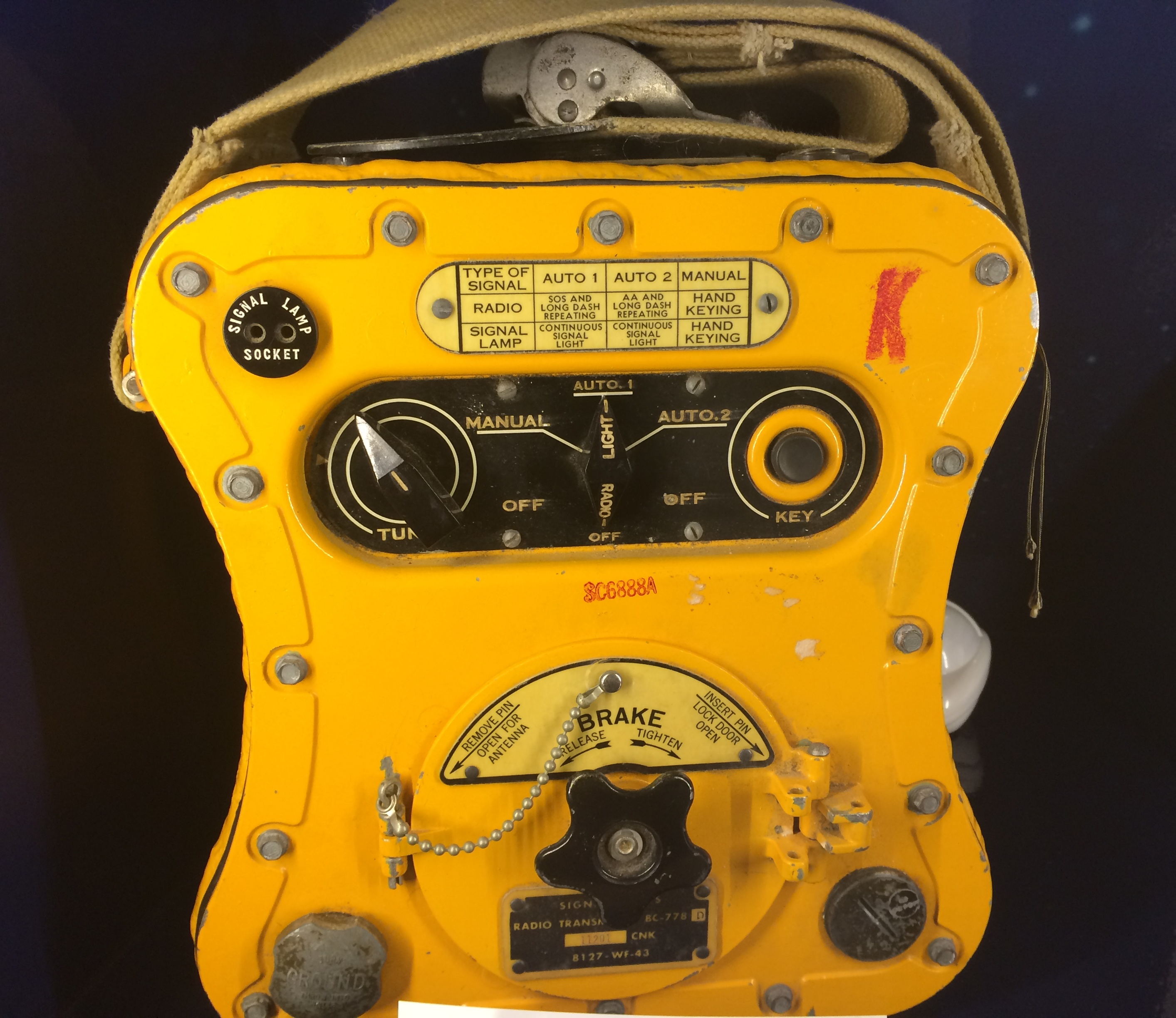
émetteur récepteur de naufrage

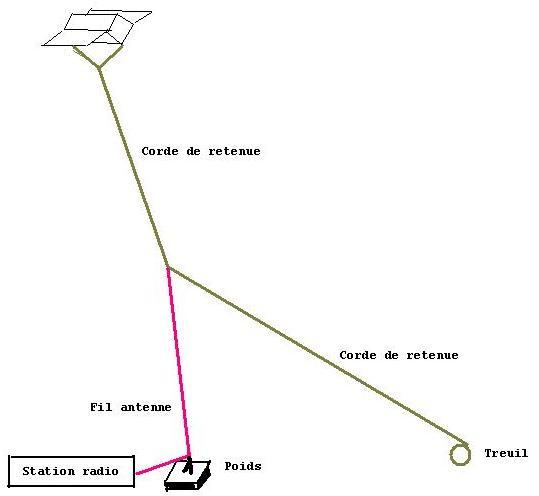
Cerf-volant porte antenne

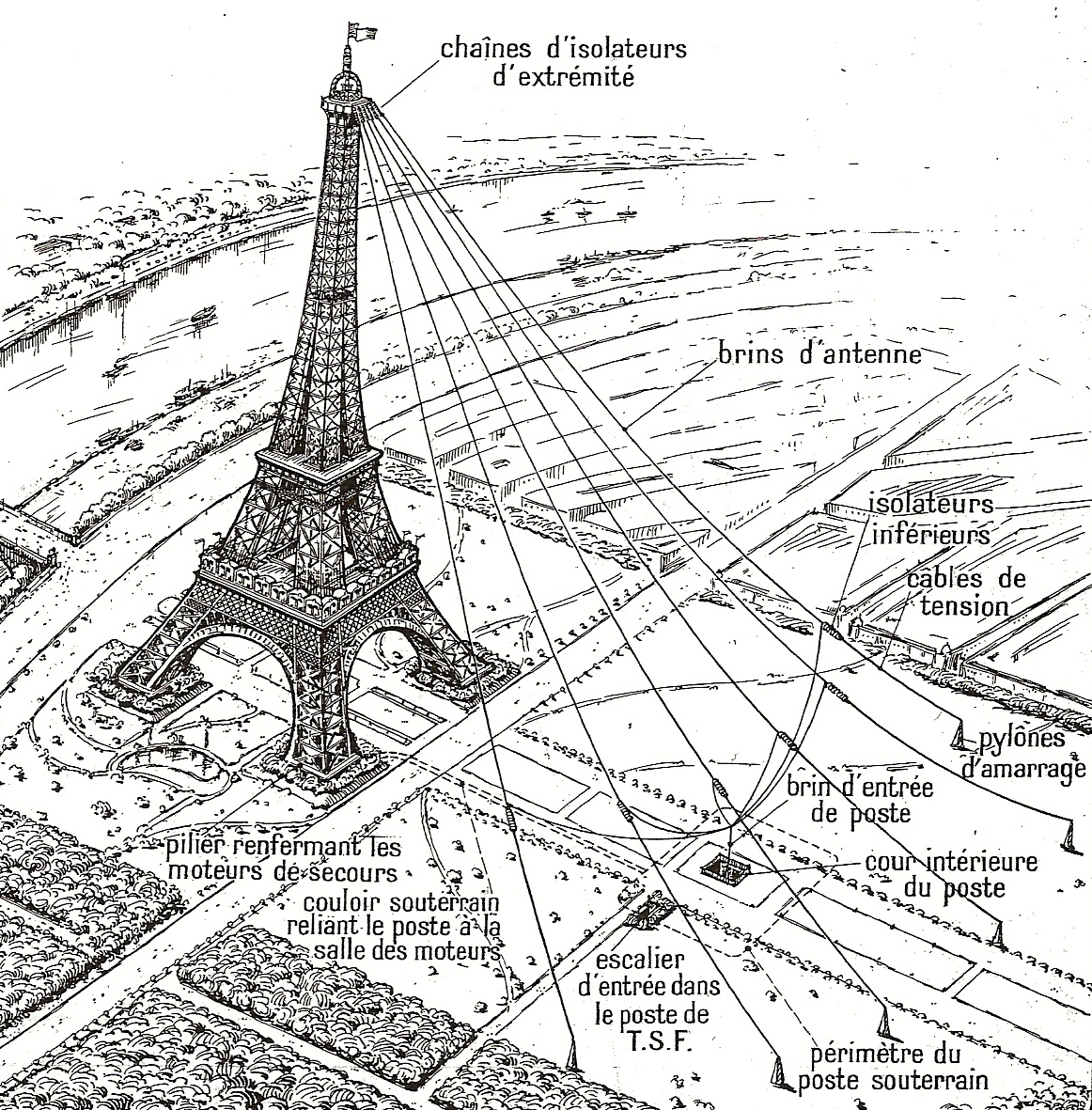
Les antennes radiotélégraphiques de la tour Eiffel, 1914.

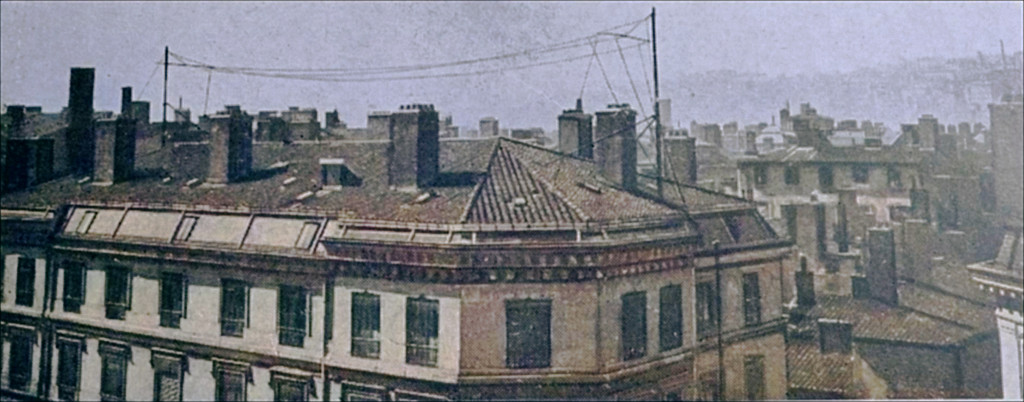
Antenne long-fil d'une station privé de TSF vers 1912.

Les radeaux et embarcations de sauvetage étaient équipés d'une antenne long-fil érigée par un Cerf-volant porte antenne pour émettre sur la fréquence internationale de détresse en radiotélégraphie de 500 kHz et éventuellement sur la fréquence internationale de détresse des bandes comprises entre 4 000 kHz et 27 500 kHz en radiotélégraphie de 8 364 kHz qui était désignée pour être utilisée par les stations d'engin de sauvetage équipées et désirant établir avec les stations des services mobiles maritime et aéronautique des communications relatives aux opérations de recherche et de sauvetage.

Dans les radeaux des navires et des avions. Le signal sur 500 kHz (2 W) pouvait être entendu jusqu'à plusieurs dizaines de kilomètres par les avions et les bateaux. La fréquence de 500 kilohertz a besoin de longues antennes érigées par un cerf-volant.

## Voir aussi

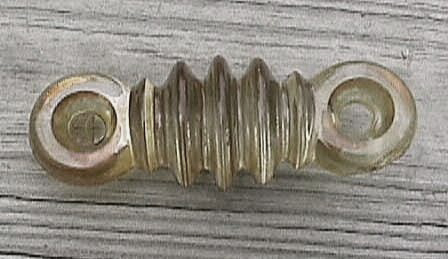
Isolateur d'antenne long-fil.